# Saint-Aubin-Routot
Pour les articles homonymes, voir Saint-Aubin et Routot.
Saint-Aubin-Routot est une commune française située dans le département de la Seine-Maritime en région Normandie.

## Géographie

### Description
Saint-Aubin-Routot se situe géographiquement à une altitude de 100 mètres environ. Elle est traversée par la RD 6015, qui mène au Havre en 25 minutes, et à Rouen en 56 minutes. La proximité de l'autoroute A 29 met Amiens à 1 h 45, et Caen à 1 heure.

### Communes limitrophes
| Saint-Laurent-de-Brèvedent | Épretot            |                         |
| Gainneville                | Saint-Aubin-Routot | Saint-Romain-de-Colbosc |
| Rogerville Oudalle         | Sandouville        | Saint-Vincent-Cramesnil |

### Hydrographie
La commune est située dans le bassin Seine-Normandie. Elle n'est drainée par aucun cours d'eau,. Néanmoins un plan d'eau est présent sur le territoire communal : la mare Cavalière (0,77 ha),.

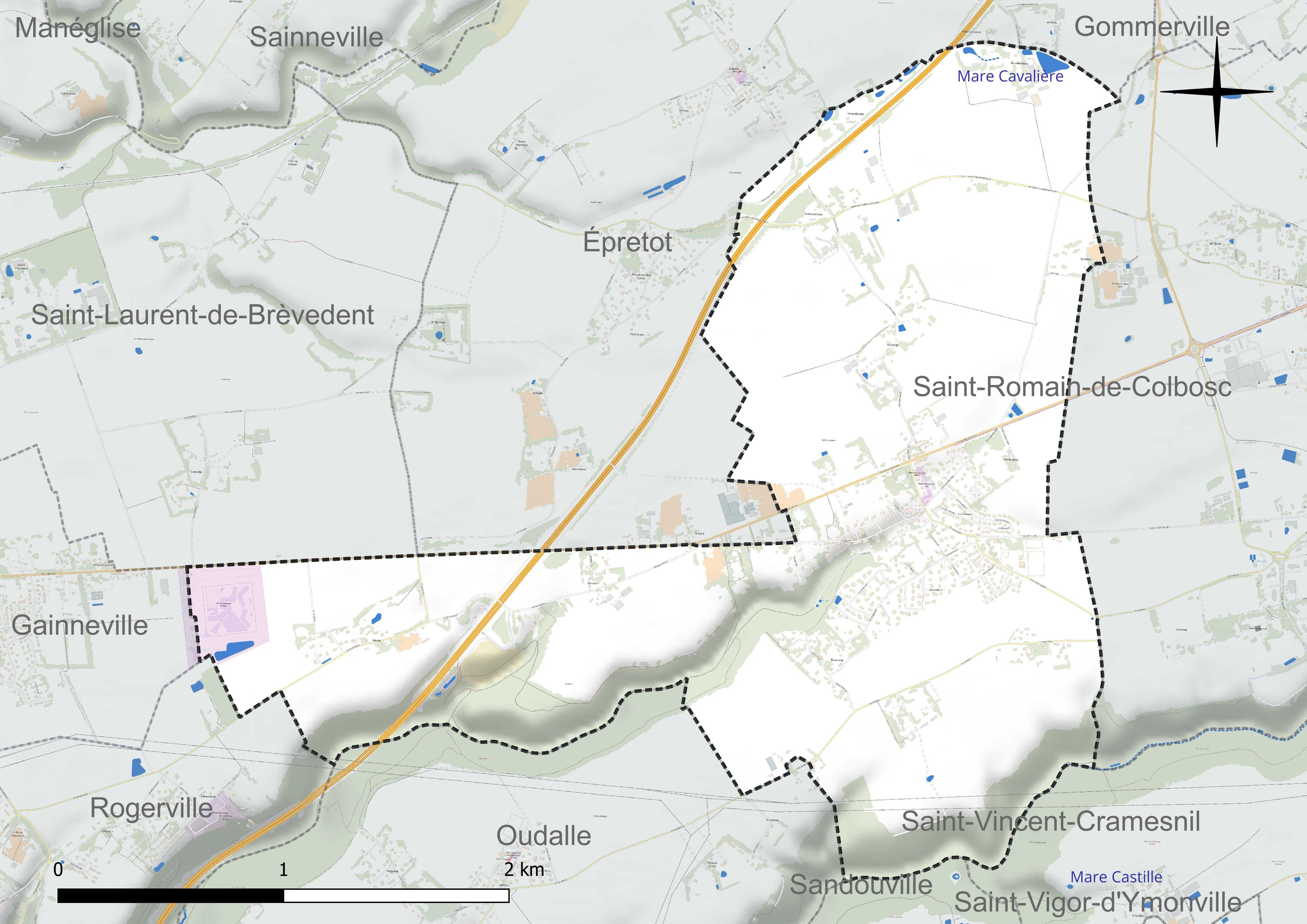
Réseau hydrographique de Saint-Aubin-Routot.

### Climat
Pour des articles plus généraux, voir Climat de la Normandie et Climat de la Seine-Maritime.
En 2010, le climat de la commune est de type climat océanique franc, selon une étude du CNRS s'appuyant sur une série de données couvrant la période 1971-2000. En 2020, Météo-France publie une typologie des climats de la France métropolitaine dans laquelle la commune est exposée à un climat océanique et est dans la région climatique Côtes de la Manche orientale, caractérisée par un faible ensoleillement (1 550 h/an) ; forte humidité de l’air (plus de 20 h/jour avec humidité relative > 80 % en hiver), vents forts fréquents. Parallèlement le GIEC normand, un groupe régional d’experts sur le climat, différencie quant à lui, dans une étude de 2020, trois grands types de climats pour la région Normandie, nuancés à une échelle plus fine par les facteurs géographiques locaux. La commune est, selon ce zonage, exposée à un « climat maritime », correspondant au Pays de Caux, frais, humide et pluvieux, légèrement plus frais que dans le Cotentin.
Pour la période 1971-2000, la température annuelle moyenne est de 10,4 °C, avec une amplitude thermique annuelle de 12,9 °C. Le cumul annuel moyen de précipitations est de 948 mm, avec 13,3 jours de précipitations en janvier et 8,8 jours en juillet. Pour la période 1991-2020, la température moyenne annuelle observée sur la station météorologique la plus proche, située sur la commune de Octeville-sur-Mer à 15 km à vol d'oiseau, est de 11,5 °C et le cumul annuel moyen de précipitations est de 790,7 mm,. Pour l'avenir, les paramètres climatiques de la commune estimés pour 2050 selon différents scénarios d’émission de gaz à effet de serre sont consultables sur un site dédié publié par Météo-France en novembre 2022.

## Urbanisme

### Typologie
Au 1er janvier 2024, Saint-Aubin-Routot est catégorisée bourg rural, selon la nouvelle grille communale de densité à sept niveaux définie par l'Insee en 2022.
Elle est située hors unité urbaine. Par ailleurs la commune fait partie de l'aire d'attraction du Havre, dont elle est une commune de la couronne,. Cette aire, qui regroupe 116 communes, est catégorisée dans les aires de 200 000 à moins de 700 000 habitants,.

### Occupation des sols
L'occupation des sols de la commune, telle qu'elle ressort de la base de données européenne d’occupation biophysique des sols Corine Land Cover (CLC), est marquée par l'importance des territoires agricoles (76,8 % en 2018), en diminution par rapport à 1990 (81,8 %). La répartition détaillée en 2018 est la suivante : 
terres arables (71,3 %), forêts (12,6 %), zones urbanisées (8,7 %), zones agricoles hétérogènes (3,7 %), zones industrielles ou commerciales et réseaux de communication (1,9 %), prairies (1,7 %). L'évolution de l’occupation des sols de la commune et de ses infrastructures peut être observée sur les différentes représentations cartographiques du territoire : la carte de Cassini (XVIIIe siècle), la carte d'état-major (1820-1866) et les cartes ou photos aériennes de l'IGN pour la période actuelle (1950 à aujourd'hui).

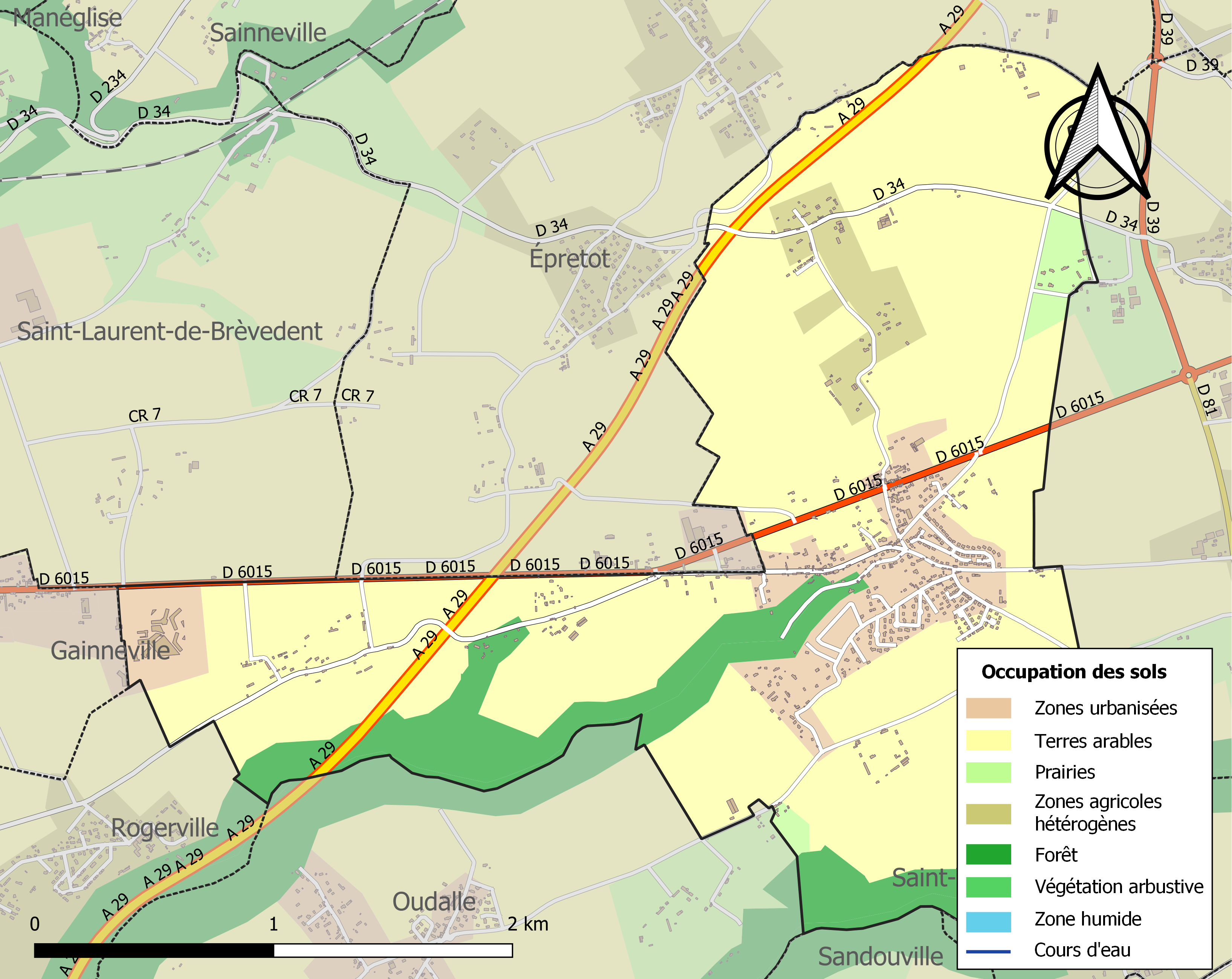
Carte des infrastructures et de l'occupation des sols de la commune en 2018 (CLC).

## Histoire et toponymie
Saint Aubin, désignant un ancien évêque d'Angers du VIe siècle, est un nom porté par d'un grand nombre de communes en Normandie.
Avant 1823, date où elle acquit son nom actuel, la paroisse portait le nom de Saint-Aubin-des-Cercueils en raison de la découverte de nombreux sarcophages et cercueils en auge, correspondant aux sépultures de soldats romains dont l'armée était campée à la motte Beaucamp, sur la voie romaine entre Saint-Romain-de-Colbosc, Lillebonne et Harfleur.
En 1823, la commune a absorbé celles voisines de  Routot et de Beaucamp ; cette dernière porta provisoirement, au cours de la Révolution française, le nom de Beau-Retranchement-sur-Mer,.
Le nom de Routot est attesté sous la forme Rodulftot et Rodultoth en 1035. Le premier élément serait le nom de personne germanique Rodulfus / Radulfus, jadis fréquent en Normandie. Quant au second élément, il s'agit d'un nom de lieu en -tot, appellatif toponymique issu du vieux norrois topt « emplacement, maison, ferme », devenu -toft en Grande-Bretagne et au Danemark.

## Politique et administration

### Liste des maires
| Période                                  | Période                    | Identité        | Étiquette | Qualité                                                                 |
| ---------------------------------------- | -------------------------- | --------------- | --------- | ----------------------------------------------------------------------- |
| Les données manquantes sont à compléter. |                            |                 |           |                                                                         |
| mars 2001                                | mars 2008                  | Alain Chaumette |           |                                                                         |
| mars 2008                                | mai 2020                   | André Guéroult  |           | Agriculteur                                                             |
| juillet 2020,                            | En cours (au 10 août 2020) | Anthony Guérout |           | Ingénieur territorial à la communauté d'agglomération Lisieux Normandie |

## Équipements et services publics

### Justice
En 2011, le centre pénitentiaire de Saint-Aubin-Routot est inauguré avec ses quelque 690 places.

## Démographie
L'évolution du nombre d'habitants est connue à travers les recensements de la population effectués dans la commune depuis 1793. Pour les communes de moins de 10 000 habitants, une enquête de recensement portant sur toute la population est réalisée tous les cinq ans, les populations de référence des années intermédiaires étant quant à elles estimées par interpolation ou extrapolation. Pour la commune, le premier recensement exhaustif entrant dans le cadre du nouveau dispositif a été réalisé en 2006.

En 2022, la commune comptait 1 972 habitants, en évolution de +4,56 % par rapport à 2016 (Seine-Maritime : +0,35 %, France hors Mayotte : +2,11 %).
| 1793 | 1800 | 1806 | 1821 | 1831 | 1836 | 1841 | 1846 | 1851 |
| ---- | ---- | ---- | ---- | ---- | ---- | ---- | ---- | ---- |
| 278  | 288  | 267  | 322  | 632  | 635  | 644  | 650  | 641  |

| 1856 | 1861 | 1866 | 1872 | 1876 | 1881 | 1886 | 1891 | 1896 |
| ---- | ---- | ---- | ---- | ---- | ---- | ---- | ---- | ---- |
| 644  | 661  | 668  | 644  | 633  | 595  | 652  | 644  | 651  |

| 1901 | 1906 | 1911 | 1921 | 1926 | 1931 | 1936 | 1946 | 1954 |
| ---- | ---- | ---- | ---- | ---- | ---- | ---- | ---- | ---- |
| 650  | 674  | 621  | 552  | 573  | 585  | 553  | 679  | 683  |

| 1962 | 1968 | 1975 | 1982  | 1990  | 1999  | 2006  | 2011  | 2016  |
| ---- | ---- | ---- | ----- | ----- | ----- | ----- | ----- | ----- |
| 647  | 646  | 941  | 1 015 | 1 077 | 1 118 | 1 266 | 1 723 | 1 886 |

| 2021  | 2022  | - | - | - | - | - | - | - |
| ----- | ----- | - | - | - | - | - | - | - |
| 1 954 | 1 972 | - | - | - | - | - | - | - |

## Culture locale et patrimoine

### Lieux et monuments

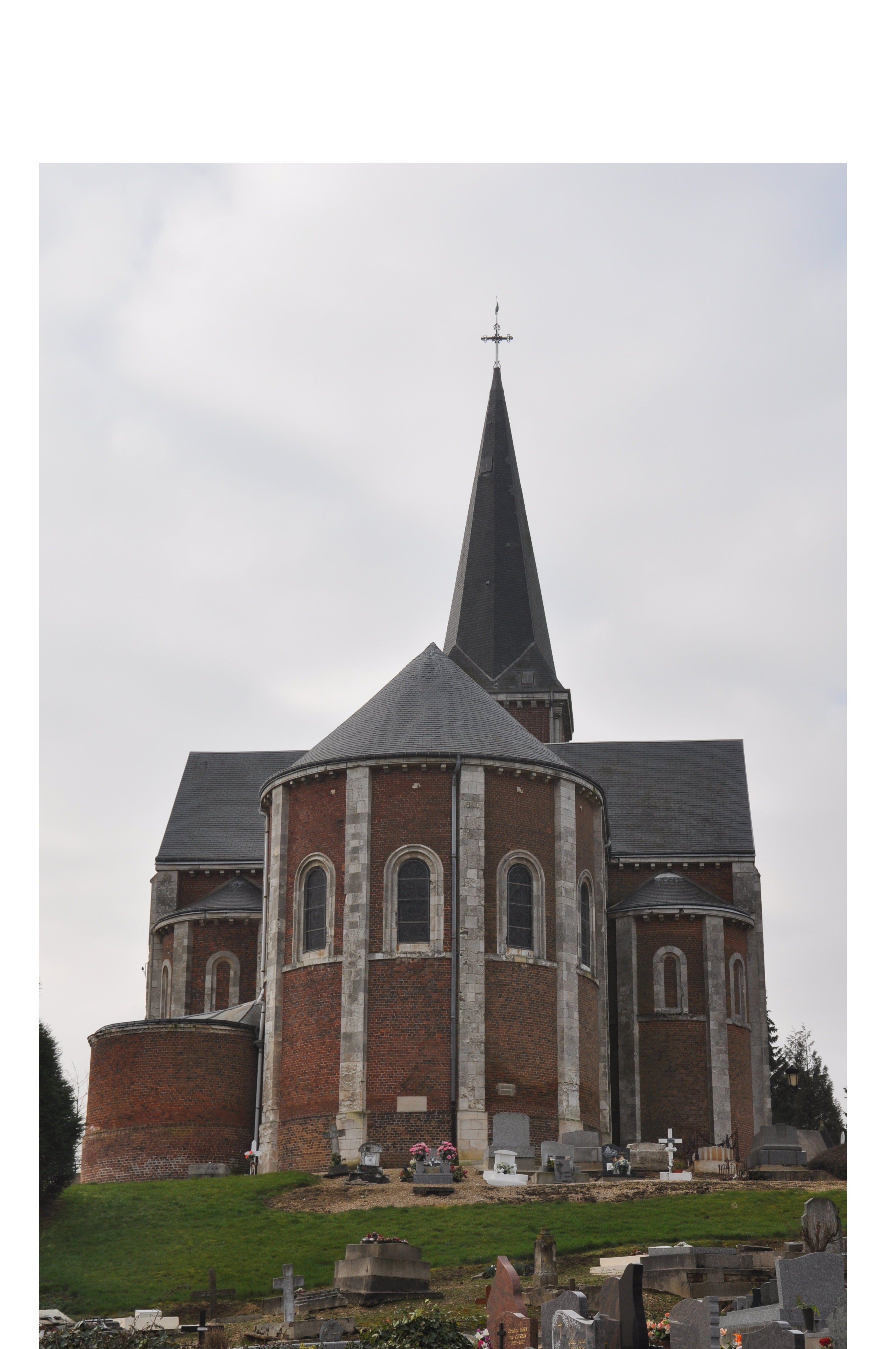
Église de Saint-Aubin-Routot.

- Église et cimetière de Saint-Aubin-Routot
- L'if à Saint-Aubin-Routot  Site classé (1933)[28].

### Héraldique
| Blason de Saint-Aubin-Routot | Blason  | De sinople à la colombe d’argent tenant en son bec un rameau d’olivier du même, au chef d’or chargé de trois roses de gueules. |
| Blason de Saint-Aubin-Routot | Détails | Le statut officiel du blason reste à déterminer.                                                                               |